# Långserieböcker
| Långserieböcker |
| --- |
| Kitty-böckerna, exempel på långserieböcker. - Betydelse – massproducerad skönlitteratur med oföränderliga huvudpersoner - Bakgrund – 1800- och 1900-talet - Relaterat begrepp – kiosklitteratur, tecknade serier, genrelitteratur |

Långserieböcker syftar på litteratur med stor spridning och med samma i stort sett oföränderliga huvudperson(er). Böckerna, som i regel är producerade som en lång bokserie, är skrivna enligt ett mer eller mindre fast mönster och med ofta mysterieartad intrig. D
Begreppet långserieböcker är förknippat med genrebunden barn- och ungdomslitteratur. Den passar dock också in på exempelvis Ian Flemings bokserie om James Bond, och formatet liknar också en stor del av 1900-talets serietidningsserier. Bland mer kända långserier inom ungdomslitteraturen finns W.E. Johns Biggles samt Enid Blytons Fem-böcker. Långserier producerade i Skandinavien inkluderar Sagan om Isfolket (av Margit Sandemo) och Tvillingdeckarna av Sivar Ahlrud.
Under decennierna efter andra världskriget nådde många långserier stor spridning, samtidigt som de ofta var illa sedda inom kulturfrämjande kretsar. En långseriebok, liksom även tecknade serier, sågs ofta definitionsmässigt som "skräplitteratur". På senare år, då litteraturen fått konkurrens om barns och ungdomars tid från en rad nyare medier, har denna hållning ofta mildrats.

## Bildgalleri

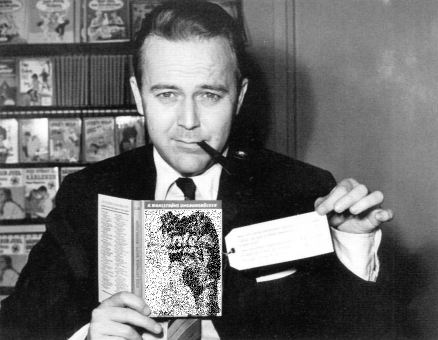
Bengt Linder, författare till Dante-böckerna.